# Bizou
Cet article possède un paronyme, voir Bisou.
Bizou est une commune française, située dans le département de l'Orne en région Normandie, peuplée de 141 habitants.

## Géographie
Située dans le Perche, la commune appartient au canton de Tourouvre.
| Longny-les-Villages (comm. dél. de Longny-au-Perche)                           | Longny-les-Villages (comm. dél. de Longny-au-Perche) | Le Mage            |
| Longny-les-Villages (comm. dél. de Monceaux-au-Perche), Cour-Maugis-sur-Huisne | Bizou                                                | Le Mage            |
| Cour-Maugis-sur-Huisne                                                         | Cour-Maugis-sur-Huisne                               | Rémalard-en-Perche |

### Hydrographie
La commune est située dans le bassin Loire-Bretagne. Elle est drainée par la Jambée et le ruisseau la Pichardière,,.
La Jambée, d'une longueur de 18 km, prend sa source dans la commune de Longny les Villages, près du hameau des Lombards, s'écoule vers le sud,longe la commune de Bizou et se jette  dans la Commeauche en limite de Longny les Villages et de Cour-Maugis-sur-Huisne.

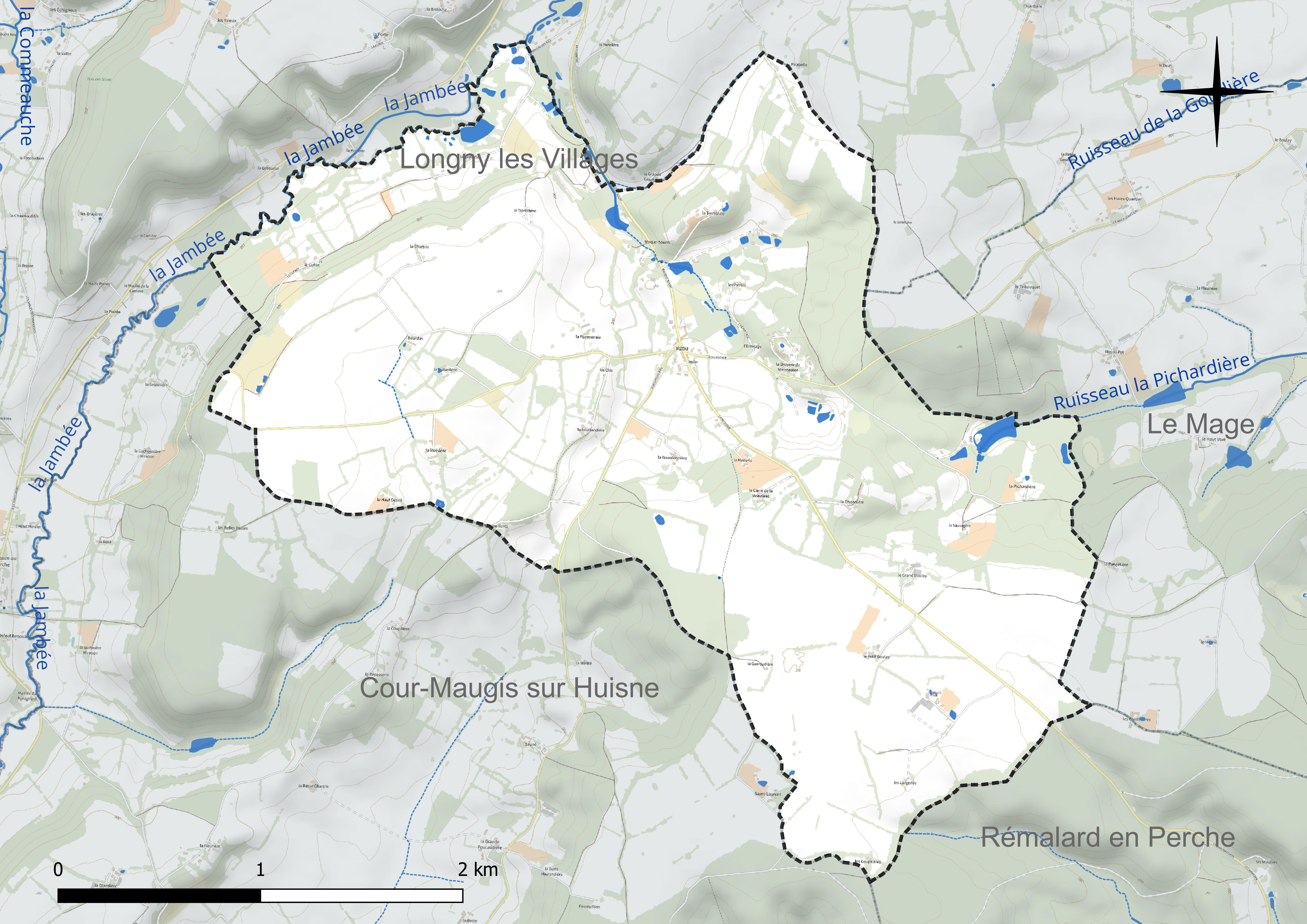
Réseau hydrographique de Bizou.

### Climat
Pour des articles plus généraux, voir Climat de la Normandie et Climat de l'Orne.
En 2010, le climat de la commune est de type climat océanique dégradé des plaines du Centre et du Nord, selon une étude du CNRS s'appuyant sur une série de données couvrant la période 1971-2000. En 2020, Météo-France publie une typologie des climats de la France métropolitaine dans laquelle la commune est exposée à un climat océanique altéré et est dans la région climatique Normandie (Cotentin, Orne), caractérisée par une pluviométrie relativement élevée (850 mm/a) et un été frais (15,5 °C) et venté. Parallèlement le GIEC normand, un groupe régional d’experts sur le climat, différencie quant à lui, dans une étude de 2020, trois grands types de climats pour la région Normandie, nuancés à une échelle plus fine par les facteurs géographiques locaux. La commune est, selon ce zonage, exposée à un « climat contrasté des collines », correspondant au Pays d'Ouche et au Perche et bénéficiant d’un caractère continental affirmé avec des précipitations atténuées et des amplitudes thermiques fortes.
Pour la période 1971-2000, la température annuelle moyenne est de 10,4 °C, avec une amplitude thermique annuelle de 14,2 °C. Le cumul annuel moyen de précipitations est de 776 mm, avec 12,4 jours de précipitations en janvier et 8,4 jours en juillet. Pour la période 1991-2020, la température moyenne annuelle observée sur la station météorologique la plus proche, située sur la commune de Tourouvre au Perche à 13 km à vol d'oiseau, est de 10,9 °C et le cumul annuel moyen de précipitations est de 749,1 mm,. Pour l'avenir, les paramètres climatiques de la commune estimés pour 2050 selon différents scénarios d’émission de gaz à effet de serre sont consultables sur un site dédié publié par Météo-France en novembre 2022.

## Urbanisme

### Typologie
Au 1er janvier 2024, Bizou est catégorisée commune rurale à habitat très dispersé, selon la nouvelle grille communale de densité à sept niveaux définie par l'Insee en 2022.
Elle est située hors unité urbaine et hors attraction des villes,.

### Occupation des sols
L'occupation des sols de la commune, telle qu'elle ressort de la base de données européenne d’occupation biophysique des sols Corine Land Cover (CLC), est marquée par l'importance des territoires agricoles (79,1 % en 2018), une proportion sensiblement équivalente à celle de 1990 (79,2 %). La répartition détaillée en 2018 est la suivante : 
prairies (39,6 %), terres arables (35,9 %), forêts (20,9 %), zones agricoles hétérogènes (3,6 %). L'évolution de l’occupation des sols de la commune et de ses infrastructures peut être observée sur les différentes représentations cartographiques du territoire : la carte de Cassini (XVIIIe siècle), la carte d'état-major (1820-1866) et les cartes ou photos aériennes de l'IGN pour la période actuelle (1950 à aujourd'hui).

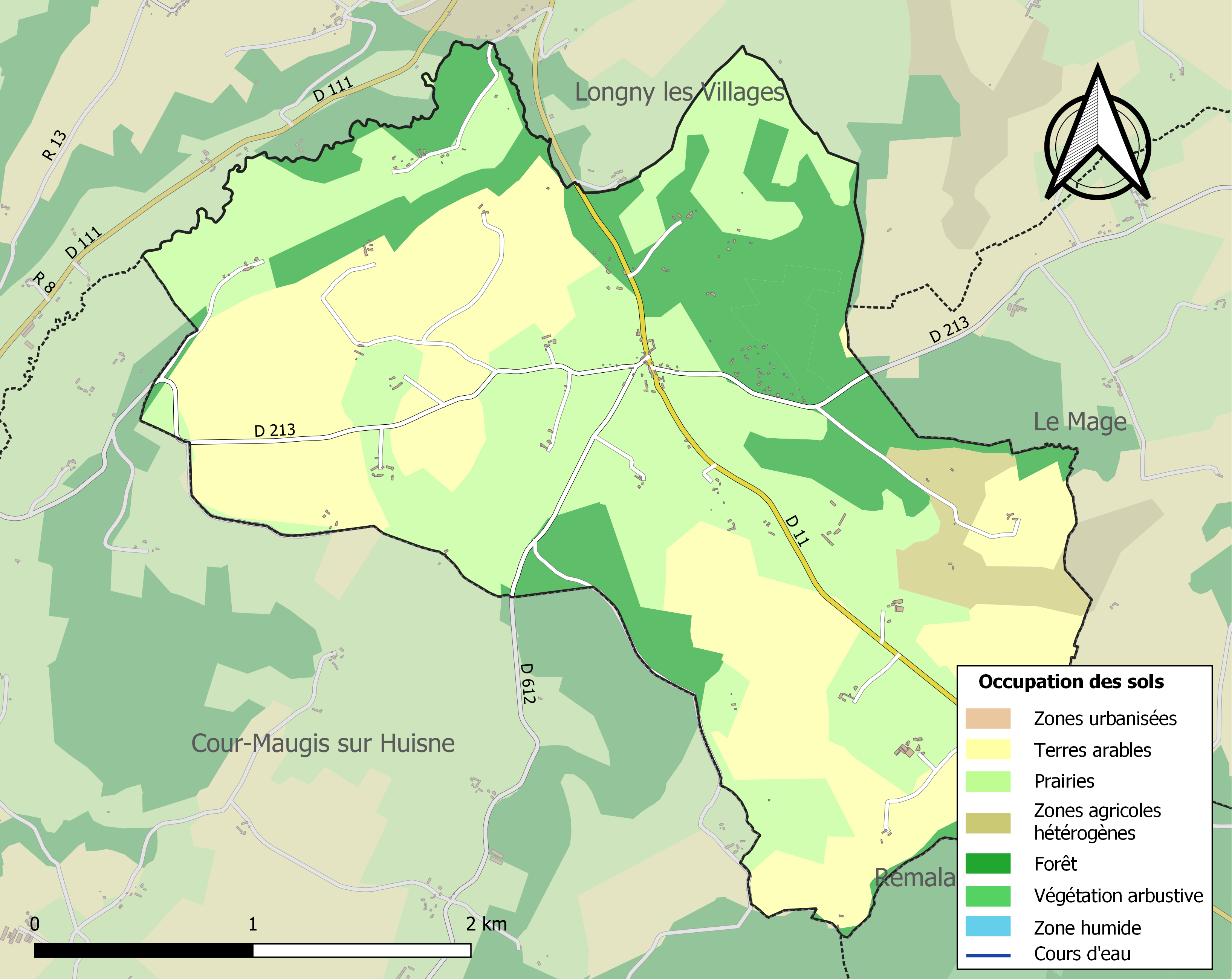
Carte des infrastructures et de l'occupation des sols de la commune en 2018 (CLC).

## Toponymie
Le gentilé est Bizouin.

## Politique et administration
| Période                                  | Période    | Identité           | Étiquette | Qualité              |
| ---------------------------------------- | ---------- | ------------------ | --------- | -------------------- |
| juin 1995                                | mars 2001  | André Rigot        | SE        | Agriculteur retraité |
| mars 2001                                | avril 2014 | Daniel Tréhorel    | SE        | Agriculteur retraité |
| avril 2014                               | En cours   | Philippe Blottière | SE        | Agriculteur          |
| Les données manquantes sont à compléter. |            |                    |           |                      |

Le conseil municipal est composé de onze membres dont le maire et deux adjoints.

## Démographie
L'évolution du nombre d'habitants est connue à travers les recensements de la population effectués dans la commune depuis 1793. Pour les communes de moins de 10 000 habitants, une enquête de recensement portant sur toute la population est réalisée tous les cinq ans, les populations de référence des années intermédiaires étant quant à elles estimées par interpolation ou extrapolation. Pour la commune, le premier recensement exhaustif entrant dans le cadre du nouveau dispositif a été réalisé en 2005.
En 2022, la commune comptait 141 habitants, en évolution de +9,3 % par rapport à 2016 (Orne : −3,21 %, France hors Mayotte : +2,11 %).Bizou a compté jusqu'à 326 habitants en 1861.
| 1793 | 1800 | 1806 | 1821 | 1836 | 1841 | 1846 | 1851 | 1856 |
| ---- | ---- | ---- | ---- | ---- | ---- | ---- | ---- | ---- |
| 260  | 242  | 252  | 303  | 306  | 314  | 315  | 320  | 310  |

| 1861 | 1866 | 1872 | 1876 | 1881 | 1886 | 1891 | 1896 | 1901 |
| ---- | ---- | ---- | ---- | ---- | ---- | ---- | ---- | ---- |
| 326  | 316  | 313  | 250  | 244  | 233  | 207  | 205  | 179  |

| 1906 | 1911 | 1921 | 1926 | 1931 | 1936 | 1946 | 1954 | 1962 |
| ---- | ---- | ---- | ---- | ---- | ---- | ---- | ---- | ---- |
| 167  | 185  | 154  | 142  | 154  | 147  | 133  | 138  | 136  |

| 1968 | 1975 | 1982 | 1990 | 1999 | 2005 | 2006 | 2010 | 2015 |
| ---- | ---- | ---- | ---- | ---- | ---- | ---- | ---- | ---- |
| 128  | 119  | 108  | 134  | 116  | 129  | 129  | 117  | 129  |

| 2020 | 2022 | - | - | - | - | - | - | - |
| ---- | ---- | - | - | - | - | - | - | - |
| 134  | 141  | - | - | - | - | - | - | - |

## Lieux et monuments
- Église Saint-Germain-de-Paris[25].
- Ancien presbytère du XVIIIe siècle, attenant à l'église Saint-Germain[26].
- Manoir de Viantais.

## Culture
Le village de Bizou apparaît dans le film Minuscule : La Nuit des mandibules.